# Predawn/Don't give it up
「predawn/Don't give it up」(プレドーン/ドント・ギブ・イット・アップ)は、東京女子流の22枚目の両A面シングル。2017年3月1日にavex traxから発売された。

## 概要
前作「ミルフィーユ」から3ヶ月ぶりの2017年第1弾シングル。
Type-A（CDと同年の台湾公演中のインタビューが収録されたDVDのセット、AVCD-83783/B）、Type-B（CDとフォトブックのセット、AVCD-83784）、Type-C（CDのみ、AVCD-83785）、Type-D（ミュージックカード、AVZ1-83786）の4形態がある。
「predawn」（夜明け前）というタイトルにちなみ、本作のMVは2月23日（木）朝5時頃に東京女子流のPeriscopeにて解禁された。MVのダンスシーンは横浜のビル屋上のヘリポートで撮影。撮影の模様はYouTubeでリアルタイム配信され、動画のアーカイブも公式チャンネルのプレイリストに残っている。
「Don't give it up」はキットカット受験生応援キャンペーン2017プレイリスト参加曲。

## 収録内容
Type-A･B
1. 「predawn」（=TGS63） – 3:20
作詞：川之上智子、庄司芽生 / 作曲：Hi-ra / 編曲：Hi-ra、hasama
2. 「Don't give it up」（=TGS62） – 4:10
作詞：坂田麻美 / 作曲：Carlos K.、nana hatori、necky / 編曲：Carlos K.
3. 「predawn（Instrumental）」
4. 「Don't give it up（Instrumental）」

Type-C
1. 「predawn」
2. 「Don't give it up」
3. 「predawn -Extended Mix-」 – 3:48
4. 「predawn（Instrumental）」
5. 「Don't give it up（Instrumental）」

DVD（Type-Aのみ）
- 「東京女子流インタビュー in 台湾」